# Società Automobili Veltro
Società Automobili Veltro war ein italienischer Hersteller von Automobilen.

## Unternehmensgeschichte
Giuseppe Coda gründete 1920 in Turin das Unternehmen zur Produktion von Automobilen. Der Markenname lautete Veltro. Im gleichen Jahr endete die Produktion nach nur wenigen hergestellten Exemplaren. Diatto übernahm das Unternehmen, die Konstruktionspläne, einige unfertige Fahrgestelle und stellte Giuseppe Coda als Technischen Direktor ein.

## Fahrzeuge
Das Unternehmen fertigte Fahrgestelle, die für zugekaufte Motoren der 2-Liter-Klasse ausgelegt waren. Karosseriehersteller stellten die Karosserien her.
Diatto verwendete die Konstruktionspläne und die übernommenen Fahrgestelle zum Teil bei ihrem Tipo 20.